# 5-я альпийская дивизия (Италия)
5-я альпийская дивизия «Пустерия» (итал. 5ª Divisione alpina "Pusteria") — итальянская дивизия элитных альпийских горнострелковых частей, участвовавшая во Второй мировой войне. Существовала с 1935 по 1943 годы, базировалась в городе Брунико.

## История

### Образование

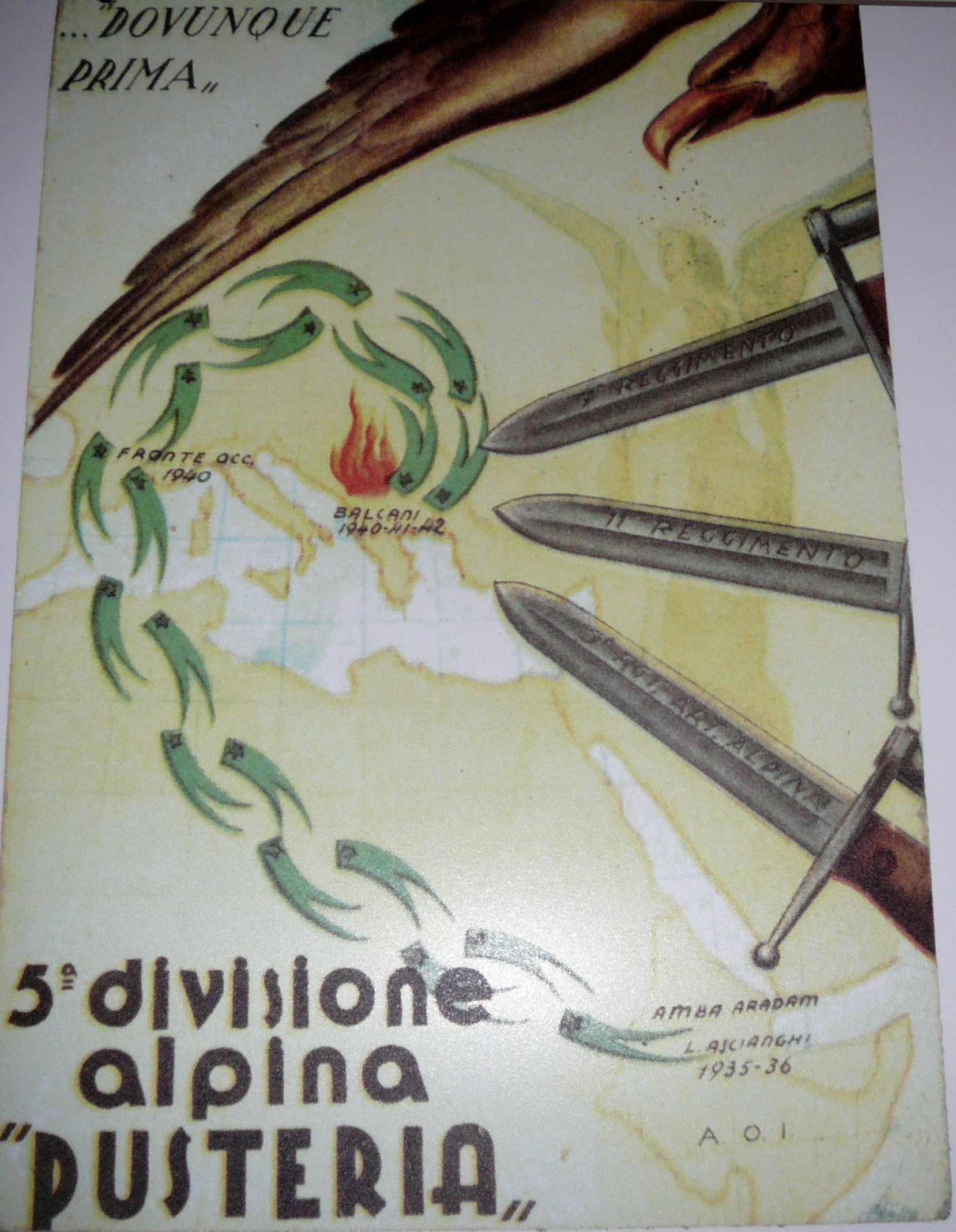
Плакат в честь 5-й дивизии

31 декабря 1935 де-юре в составе итальянской армии появились пять альпийских дивизий, в числе которых была и 5-я дивизия «Пустерия». В её основу вошли 7-й и 11-й альпийские полки, 5-й альпийский артиллерийский полк, 7-й и 11-й батальоны поддержки, 5-я рота тяжёлого оружия.

### Итало-эфиопская война
Дивизия участвовала во второй итало-эфиопской войне в боях на Тигре, при Амба-Арадаме, в проходе Уариеу, проходе Мекам и Май Чеу, а также в сражении при Майкеве. В этих боях широко использовалось химическое оружие, от которого погибли 220 солдат дивизии. В апреле 1937 года дивизия вернулась на родину, её военнослужащие участвовали в торжественном параде в Риме. В 1938 году распоряжением Бенито Муссолини в Брунико был воздвигнут памятник итальянским солдатам (в том числе и альпийским горным стрелкам), одержавшим победу в войне с Эфиопией.

### Итало-греческая война
10 июня 1940 Италия объявила войну Франции и Великобритании, и дивизия «Пустерия» перешла западную границу Италии. В течение нескольких дней она вела сложные и затяжные бои. 28 октября 1940 была объявлена война Греции, и в ноябре 1940 года дивизия в составе 11-й армии отправилась на фронт, высадившись в Валоне (ныне Влера) и немедленно направившись на линию фронта. В начале декабря 1940 года в составе 8-го корпуса она начала бой за линию между горами Квариста и Томори. 9 декабря отряд из 2500 человек 5-го полка совершил марш-бросок в 25 км, хотя его батальоны были разбросаны по фронту. В тот же день погибли командир 7-го полка полковник Пезаро и три командира рот. Вплоть до конца войны дивизия сражалась на фронте против греков.

### В Югославии
2 января 1941 дивизия была передана в распоряжение 4-го корпуса. 14 января 1941 командование принял генерал Эспозито. В середине апреля дивизия вступила в бои в Черногории в разгар югославской операции, по окончании которой была там же и расквартирована. Части дивизии участвовали в подавлении восстания 13 июля и обороне Плевли от югославских партизан.

### Роспуск и попытка сопротивления немцам
До конца войны дивизия располагалась в Верхней Савойе около Специи. После капитуляции Италии 8 сентября 1943 должно было начаться разоружение дивизии, но та отказалась подчиняться вермахту. 11 сентября она ввязалась в бои против немцев на линии горы Марта, Колле-ди-Тенда и горы Клапье, но попала в окружение. Очень немногие сумели из него выбраться, большая часть была разоружена, сопротивлявшиеся были убиты. Тем самым это ознаменовало конец существования дивизии.

## Структура
- 7-й альпийский полк
  -  Батальон «Фельтре»
  -  Батальон «Пьеве ди Кадоре»
  -  Батальон «Беллуно»
- 11-й альпийский полк
  -  Батальон «Больцано»
  -  Батальон «Тренто»
  -  Батальон «Бассано»
- 5-й альпийский артиллерийский полк
  - Артиллерийская группа «Беллуно»
  - Артиллерийская группа «Ланцо»
- 5-й инженерный батальон